# 佩特里基夫卡 (瓦西利基夫卡區)
48°13′5″N 35°54′38″E / 48.21806°N 35.91056°E
佩特里基夫卡（烏克蘭語：Петриківка），是烏克蘭的村落，位於該國中部第聶伯羅彼得羅夫斯克州，由瓦西利基夫卡區負責管轄，分別距離佐里亞1公里和曼韋利夫卡2公里，2001年人口45。